# Millennio 2. Pepe Carvalho, l'addio
Millennio 2. Pepe Carvalho, l'addio è la seconda parte del capitolo conclusivo della saga che ha come protagonista l'investigatore privato Pepe Carvalho, celebre personaggio creato dalla penna di Manuel Vázquez Montalbán. ISBN 978-88-07-81972-8